# كلير كونور
كلير كونور (1 فبراير 1976 في المملكة المتحدة - ) (بالإنجليزية: Clare Connor)‏ هي لاعبة كريكت بريطانية. شاركت مع منتخب إنجلترا للكريكت. أما مع النوادي، فقد لعبت مع نادي مقاطعة ساسكس للكركيت ‏ وCentral Hinds ‏.

## وصلات خارجية
- كلير كونور على موقع إي آس بي آن كريك إنفو (الإنجليزية)